# 阿特金森山
78°39′S 85°29′W / 78.650°S 85.483°W

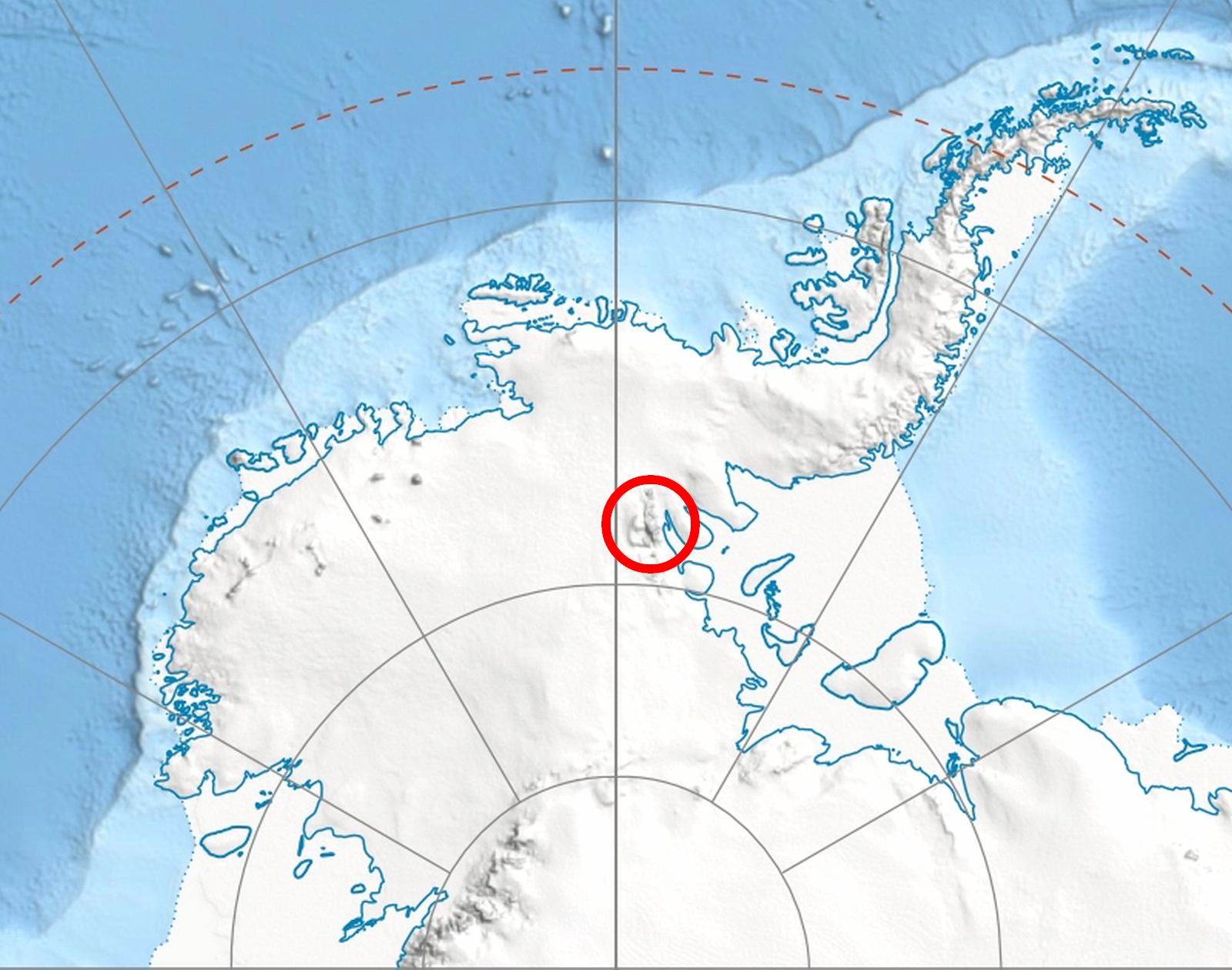

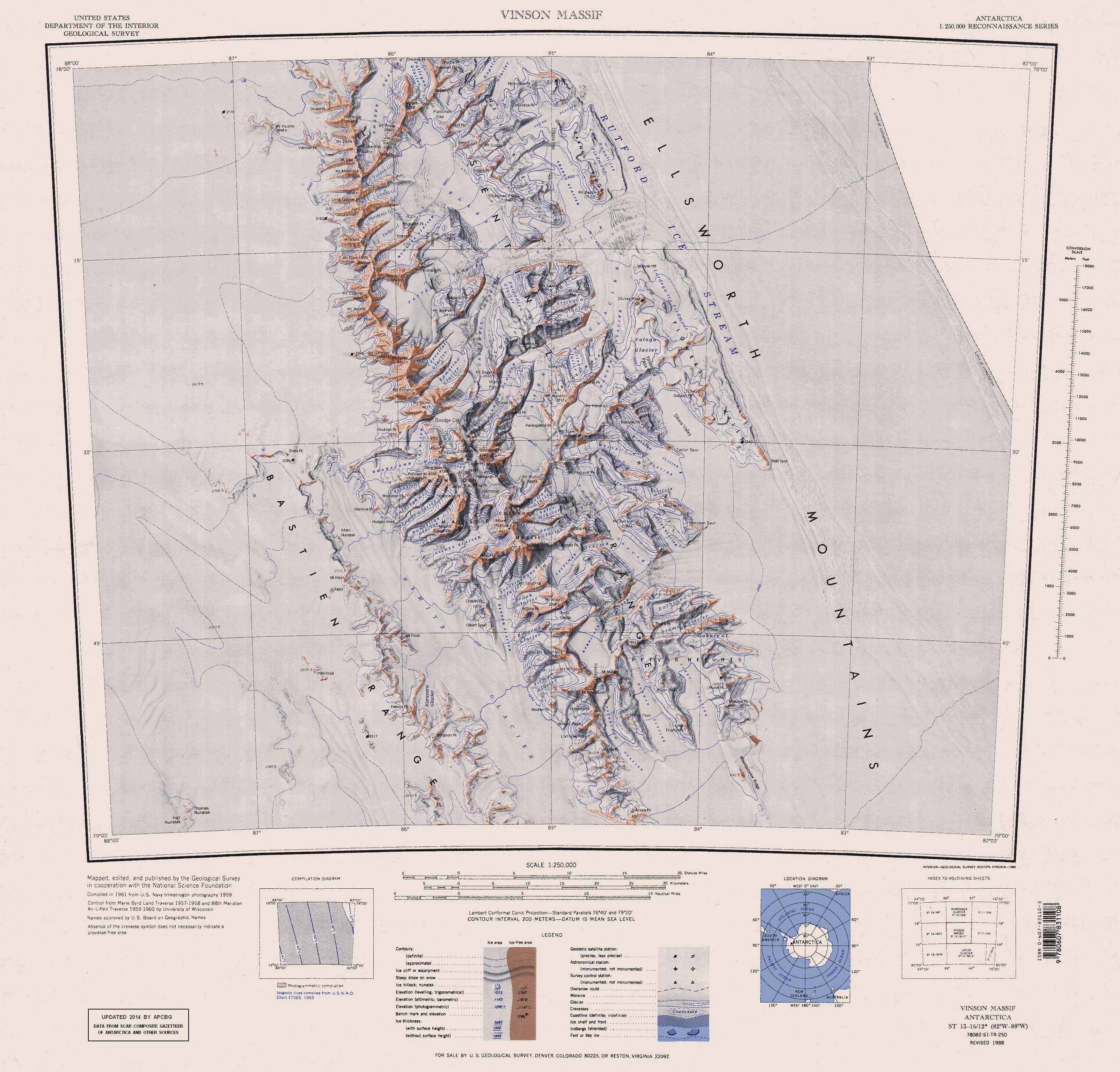

阿特金森山是南極洲的山峰，位於埃爾斯沃思地，屬於埃爾斯沃思山脈的一部分，處於克雷杜克山西南面6公里，美國地質調查局根據測量和該國海軍的空中照片繪入地圖。